# Remigia paraguayica
Remigia paraguayica är en fjärilsart som beskrevs av George Francis Hampson 1913. Remigia paraguayica ingår i släktet Remigia och familjen nattflyn. Inga underarter finns listade.